# Pedro Díez del Corral
Pedro Díez del Corral (Madrid, 5 de noviembre de 1951 – ibíd., 15 de marzo de 2014) fue un actor español. Durante sus cuarenta años de carrera, trabajó con los mejores directores del cine de España y entre sus más de 30 películas figuran algunas que han hecho historia en el cine español.

## Carrera
Comenzó en el cine en 1963, cuando tenía 11 años, interpretando al protagonista de Del rosa al amarillo, película que obtendría la Concha de Plata en el Festival Internacional de Cine de San Sebastián de 1963. En los años sesenta continuó sus actuaciones en papeles de joven. En 1975, rodó  Hay que matar a B. de José Luis Borau, que supuso un cambio en su carrera y la entrada a un nuevo tipo de cine. En esos años rodó con muchos de los mejores directores españoles. Durante los noventa destacó en varias series de televisión como Celia y Los jinetes del alba. Su última aparición en la pantalla fue en 2003, en la serie Hospital Central. Ese mismo año abandonó la interpretación por motivos de salud.

## Filmografía
| Año  | Título                                             | Personaje                   | Dirección                          |
| ---- | -------------------------------------------------- | --------------------------- | ---------------------------------- |
| 1963 | Del rosa al amarillo                               | Guillermo                   | Manuel Summers                     |
| 1967 | Los chicos del Preu                                | Josele                      | Pedro Lazaga                       |
| 1968 | No le busques tres pies...                         |                             | Pedro Lazaga                       |
| 1973 | Hay que matar a B.                                 | Jani                        | José Luis Borau                    |
| 1975 | La joven casada                                    | Jorge                       | Mario Camus                        |
| 1975 | Pepita Jiménez                                     | Luis de Vargas              | Rafael Moreno Alba                 |
| 1976 | Morir... dormir... tal vez soñar                   | Juan Rodríguez              | Manuel Mur Oti                     |
| 1977 | Pecado mortal                                      | Alberto                     | Miguel Ángel Díez                  |
| 1977 | Mi hija Hildegart                                  | Antonio Villena             | Fernando Fernán Gómez              |
| 1977 | Tigres de papel                                    | Nacho                       | Fernando Colomo                    |
| 1978 | Una historia (cortometraje)                        |                             | Álvaro del Amo                     |
| 1978 | Memoria                                            | Peter                       | Francisco Macián                   |
| 1978 | ¿Qué hace una chica como tú en un sitio como éste? | Willy                       | Pedro Almodóvar                    |
| 1979 | Las verdes praderas                                | Alberto                     | José Luis Garci                    |
| 1979 | Jaque a la dama                                    | Alberto                     | Francisco Rodríguez Fernández      |
| 1979 | Mis relaciones con Ana                             | Marido de Ana               | Rafael Moreno Alba                 |
| 1979 | Presto agitato (cortometraje)                      |                             | Álvaro del Amo                     |
| 1979 | Christine fue la culpable (cortometraje)           |                             | Carlos Santurio y Antonio del Real |
| 1980 | Cuentos eróticos (segmento "Koñensonaten")         | Gustaf Josephson            | Fernando Trueba                    |
| 1982 | Las trampas del matrimonio                         | Daniel Jofre                | Juan José Porto                    |
| 1983 | El arreglo                                         | Leo                         | José A. Zorrilla                   |
| 1983 | Historias paralelas (cortometraje)                 |                             | Tote Trenas                        |
| 1984 | Muñecas de trapo                                   | Javier                      | Jorge Grau                         |
| 1984 | El caso Almería                                    | Tte Luis Méndez             | Pedro Costa                        |
| 1986 | Dragon Rapide                                      | Tte. Coronel Salgado Araujo | Jaime Camino                       |
| 1987 | La guerra de los locos                             | Rufino                      | Manolo Matji                       |
| 1988 | Quimera                                            | Pedro                       | Carlos Pérez Ferré                 |
| 1988 | Hemingway, fiesta y muerte                         |                             | José Maria Sanchez                 |
| 1988 | El Lute II: mañana seré libre                      | Manolo                      | Vicente Aranda                     |
| 1988 | Baton Rouge                                        | Forense                     | Rafael Moleón                      |
| 1989 | El rey del mambo                                   | Carlos                      | Carles Mira                        |
| 1989 | El baile del pato                                  | Cocinero                    | Manuel Iborra                      |
| 1989 | El acto                                            | Joaquín                     | Héctor Faver                       |
| 1990 | Yo soy ésa                                         | Jugador de Poker            | Luis Sanz                          |
| 1990 | Il colore della vittoria                           | Zamora                      | Vittorio De Sisti                  |
| 1991 | Todo por la pasta                                  | Blasco                      | Enrique Urbizu                     |
| 1991 | Beltenebros                                        | Policía                     | Pilar Miró                         |
| 1991 | Las apariencias engañan                            | Julio                       | Carles Balagué                     |
| 1991 | Tacones lejanos                                    | Alberto                     | Pedro Almodóvar                    |
| 1992 | El largo invierno                                  | Comisario político          | Jaime Camino                       |
| 1993 | Huidos                                             | Marido de Elena             | Sancho Gracia                      |
| 1995 | Lazos                                              | Don Lorenzo Villacastín     | Alfonso Ungría                     |
| 1998 | Quince                                             | Capellán                    | Francisco Rodríguez Fernández      |

### Televisión
- Fragmentos de interior (1984)[3]
- Brigada Central (1989-1990)
- Los jinetes del alba (1990)
- Réquiem por Granada (1991)
- Celia (1993)
- La casa de los líos (1998-1999)
- Hospital Central (2003)